# Christmas was a friend of mine
Christmas was a friend of mine is een kerstlied geschreven en uitgevoerd door Fay Lovsky. 
Lovsky schreef het nummer eigenlijk op verzoek van radiopresentator Bram van Splunteren, die new-wavemusici opriep eens een kerstlied te schrijven. Dit om tegenwicht te geven aan de commerciële kerstliedjes van die tijd. Als basis werd gekozen voor de manier waarop het album Confetti tot stand was gekomen. Idiot Records (1000 Idioten Records) met en van muziekproducent Johan Visser gaf Christmas op single uit tussen twee albums (Confetti en Origami) met All the same (2:25) op de B-kant, All the same staat op Confetti. 
Het nummer kwam tot stand onder de noemer huisvlijt, zoals Lovsky’s muziek toen werd aangeduid. In het achtergrondkoortje stonden overigens veel bekendere zangeressen dan Lovsky zelf: Jody Pijper, Sandra Reemer, Margriet Eshuijs en Maggie MacNeal. 
Het circa vijf minuten durende lied heeft een nostalgische achtergrond. Lovsky keerde in gedachten terug naar kerstmis met haar grootouders. Haar Tsjechische grootmoeder, kwam al na de Eerste Wereldoorlog aansterken in Nederland en leerde er haar man kennen. Viering van kerst voerde altijd terug naar de Tsjechische kerstviering. 
Christmas kreeg airplay op de Nederlandse en Belgische zenders, hetgeen leidde tot noteringen in de hitlijsten. Het stond drie weken in de Nationale Hitparade met een hoogste notering op plaats 21, in de TROS Top 50 werd de 33e plaats gehaald. In de Europese hitlijst op Hilversum 3, de TROS Europarade, werd géén notering behaald. In de Nederlandse Top 40 stond het na twee weken tipparade ook twee weken in de hitlijst met een piek op plaats 37. In België bereikte de plaat in twee weken de 36e positie in de voorloper van de Vlaamse Ultratop 50. In de Vlaamse Radio 2 Top 30 werd géén notering behaald. 
In Nederland werd voor een van de popprogramma's op televisie, AVRO's Toppop, speciaal een videoclip opgenomen, die ook werd vertoond in Countdown van Veronica. Lovsky vond de clip surrealistisch; in de studio zat ze in nepsneeuw en danste met een ijsbeer.
Christmas was a friend of mine verscheen op meerdere verzamelalbums gewijd aan kerstmuziek. Nick & Simon namen het op voor hun album Christmas with …/Merry X-mas everyone!.

## NPO Radio 2 Top 2000
| Nummer met noteringen in de NPO Radio 2 Top 2000 | '02  | '03 | '04  | '05-'06 | '07  |
| ------------------------------------------------ | ---- | --- | ---- | ------- | ---- |
| Christmas was a friend of mine                   | 1564 | -   | 1622 | -       | 1455 |

1. ↑  Een '-' betekent dat het nummer niet was genoteerd en een vetgedrukt getal geeft de hoogste notering aan.
2. ↑  2002 was het eerste jaar met een notering voor dit nummer.
3. ↑  Deze tabel is bijgewerkt tot en met de laatste editie (2024).